# Theater und Konzerthaus Solingen
Das Theater und Konzerthaus Solingen ist eine multifunktionale Veranstaltungsstätte in der bergischen Großstadt Solingen. Unter einem Dach vereint es einen Theatersaal für Schauspiel und Oper sowie zwei Konzertsäle, wobei beide Sparten akustisch entkoppelt wurden. Es ist neben dem Teo-Otto-Theater in Remscheid eines der beiden Spielstätten der Bergischen Symphoniker. Mit etwa 500 Veranstaltungen pro Jahr zählt das Haus zu den bedeutendsten Kulturstätten der Region. Betreiberin ist die Stadt Solingen.

## Lage
Das Gebäude befindet sich im Solinger Stadtbezirk Mitte in der dortigen Nordstadt an der Konrad-Adenauer-Straße 71. Die Straße verbindet als Teil der Bundesstraße 224 die Straßenkreuzung Schlagbaum mit dem Kernbereich der Solinger Innenstadt, der am Mühlenplatz beginnt. Vor dem Theater und Konzerthaus befindet sich die Bushaltestelle Rathaus, die von vielen Bus- und Oberleitungsbuslinien der Stadtwerke Solingen frequentiert wird. Hinter dem Gebäude befindet sich ein Besucherparkplatz, der über die Teschestraße zu erreichen ist. Unmittelbar nördlich an das Gebäude angrenzend befindet sich ein Hotel.

## Geschichte
An der Stelle des Theater und Konzerthauses befand sich ab 1833 die als Schützenburg bezeichnete Veranstaltungsstätte eines Schützenvereins, die zwischen der Ortslage Vorspel und der Hauptverkehrsstraße errichtet wurde. Sie gab auch der angrenzenden Burgstraße ihren Namen. Die Schützenburg wurde u. a. für Schützenfeste und Bälle genutzt, aber auch für Opern und Konzerte. Das Holzgebäude wurde 1877 bei einem Brand zerstört und 1878 wurde als massiver Ziegelbau wiederaufgebaut und später als Stadthalle genutzt. In der Zeit des Nationalsozialismus sollte das Gebäude abgerissen und eine neue Adolf-Hitler-Halle im nationalsozialistischen Monumentalstil errichtet werden. Zur Verwirklichung dieser Pläne kam es jedoch angesichts des beginnenden Zweiten Weltkriegs im Jahre 1939 nicht mehr.
Die Luftangriffe auf Solingen während des Zweiten Weltkriegs überstand das Gebäude unbeschadet, weshalb es in der Nachkriegszeit wieder für kulturelle Veranstaltungen genutzt werden konnte. In der Nacht vom 12. auf den 13. März 1957 brannte das Gebäude allerdings aufgrund eines Kurzschlusses in den veralteten elektrischen Anlagen ab. Der Brand zählte zu den bedeutendsten Einsätzen der Feuerwehr Solingen in der Nachkriegsgeschichte.:33
Der Solinger Stadtrat entschied am 22. Juni 1959 ein neues Gebäude an traditioneller Stelle zu errichten.:39 Den dazu veranstalteten Architektenwettbewerb hatte 1958 der Dortmunder Architekt Hans-Joachim Budeit gewonnen. Sein Entwurf überzeugte durch die Doppelfunktion als Theater und Konzerthaus, das aber über eine gemeinsame Eingangshalle, einen Innenhof und Foyers verfügte, die von den getrennten Spielstätten geteilt wurden. Der erste Spatenstich fand im Mai 1960 statt, der Neubau kostete mehr als 12,9 Millionen DM. 139 Firmen mit mehreren hundert Beschäftigten wirkten an Solingens damals größter Baustelle mit. Am 11. Mai 1963 wurde das Gebäude schließlich eröffnet.
Im Jahre 2001 fanden Renovierungsarbeiten am Gebäude statt. Um das Haus barrierefrei zugänglich zu machen, wurde ab 2015 der Bau eines Aufzugs im Innenhof des Gebäudes geplant. Dieser wurde im Sommer 2017 schließlich in Betrieb genommen. Der Vorplatz wurde zuletzt 2017/2018 neu gestaltet und das Gebäude dabei über eine neue Rampe an die Straße angebunden. Im Vorfeld war der Neubau einer sogenannten Theatertreppe, wie sie bereits ursprünglich zur Straße hin bestanden hatte, in der Bevölkerung durch eine Unterschriftenaktion abgelehnt worden.

## Architektur und Gestaltung

### Gebäude
Das Gebäude ist im internationalen Stil konzipiert und orientiert sich an den Gestaltungsprinzipien des Bauhauses Dessau. Besonders markant ist die 120 Meter lange Front, die das Gebäude optisch in einzelne Kuben unterteilt und so einen lichtdurchfluteten Charakter vermittelt. Das zweigeschossige Doppelgebäude ist auf beiden Ebenen miteinander verbunden, sodass ein simultanes Theater- und Konzerterlebnis möglich ist. Leicht erhöht und zurückgesetzt von der Straße konzipiert, sollte die Kulturstätte ein Ort abseits des Alltags werden, in dem das Erleben der Kunst im Mittelpunkt stand.
Ursprünglich verband eine breite Freitreppe den Haupteingang des Gebäudes mit der Straße. Diese Treppe verschwand bei den Umbauarbeiten an der Straßenkreuzung Schlagbaum um 1978.:33
Der Gebäudekomplex umfasst zwei autarke und akustisch entkoppelte Spielstätten für die beiden Sparten Theater und Konzerthaus. Der Pina-Bausch-Saal ist der Theatersaal des Gebäudes. Er wurde nach der Choreografin Pina Bausch benannt und bietet insgesamt 720 Plätze. Der große Konzertsaal hat eine Kapazität von bis zu 1008 Plätzen und ist speziell auf Musikaufführungen ausgelegt. Für kleinere Musikveranstaltungen stehen im kleinen Konzertsaal etwa 200 Plätze zur Verfügung. Die getrennte akustische Auslegung ermöglicht es, parallel unterschiedliche Veranstaltungen durchzuführen, ohne dass es zu akustischen Beeinträchtigungen kommt.

### Kunst am Bau

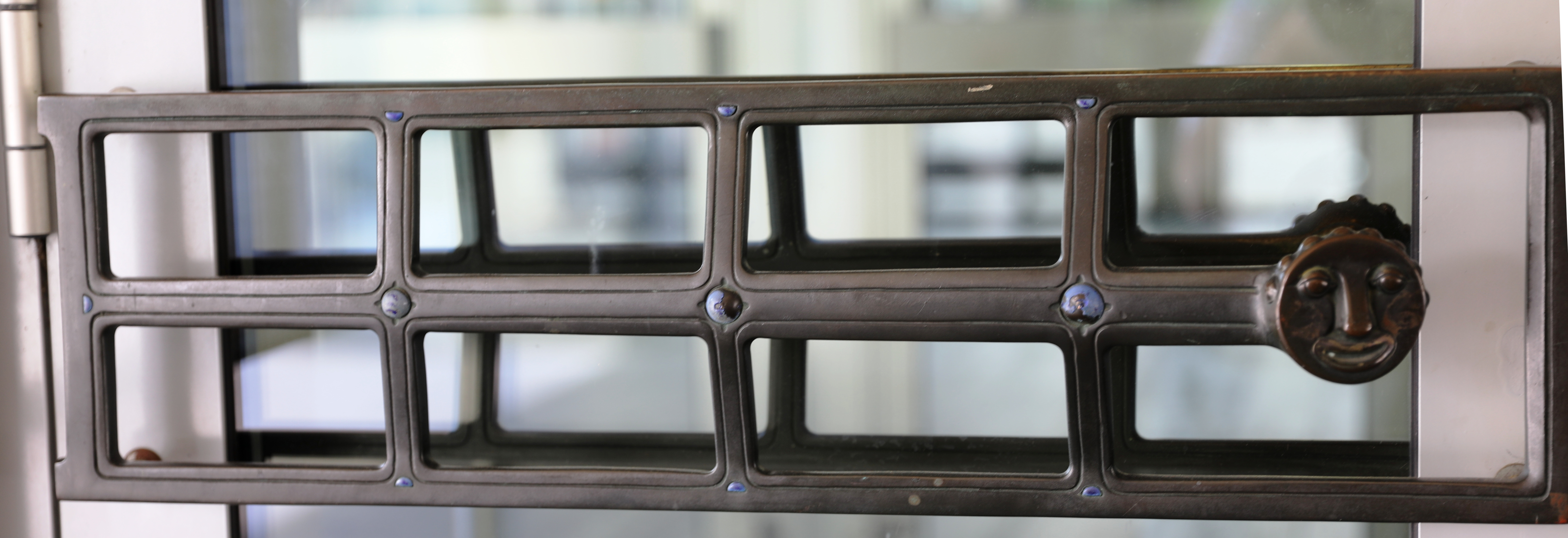
Türgriff von Henryk Dywan

Bereits bei der Errichtung des Theaters wurde Wert darauf gelegt, Architektur und bildende Kunst eng miteinander zu verknüpfen. So wurde ein Prozent der Bausumme für „Kunst am Bau“ bereitgestellt, damit die kulturhistorisch eng verbundenen Disziplinen Architektur und Kunst wieder näher zusammenrückten. Im Rahmen eines Wettbewerbs wurden vier regionale Künstler ausgewählt, deren Arbeiten das Haus bis heute prägen:
- Willy Schürmann aus Leichlingen, ein enger Freund des in Solingen geborenen Glasmalers Georg Meistermann, schuf ein großes Wandgemälde sowie einen 7,50 × 3,60 m großen Wandteppich, die beide im Theaterfoyer zu sehen sind.
- Max Kratz, gebürtig aus Remscheid und in Düsseldorf tätig, schuf ein überdimensionales Kupferrelief im Konzertfoyer sowie die Bronzeplastikgruppe Finale[8] im Innenhof des Gebäudes.
- Horst Rodewald aus Remscheid ergänzte die Gestaltung der Theaterlounge mit einer Skulptur aus weißem Marmor.
- Henryk Dywan aus Solingen entwarf die Türgriffe des Haupteingangs, wodurch eine funktionale und ästhetische Aufwertung des Eingangsbereichs gelang.

### Außengelände

Skulpturen im Außenbereich
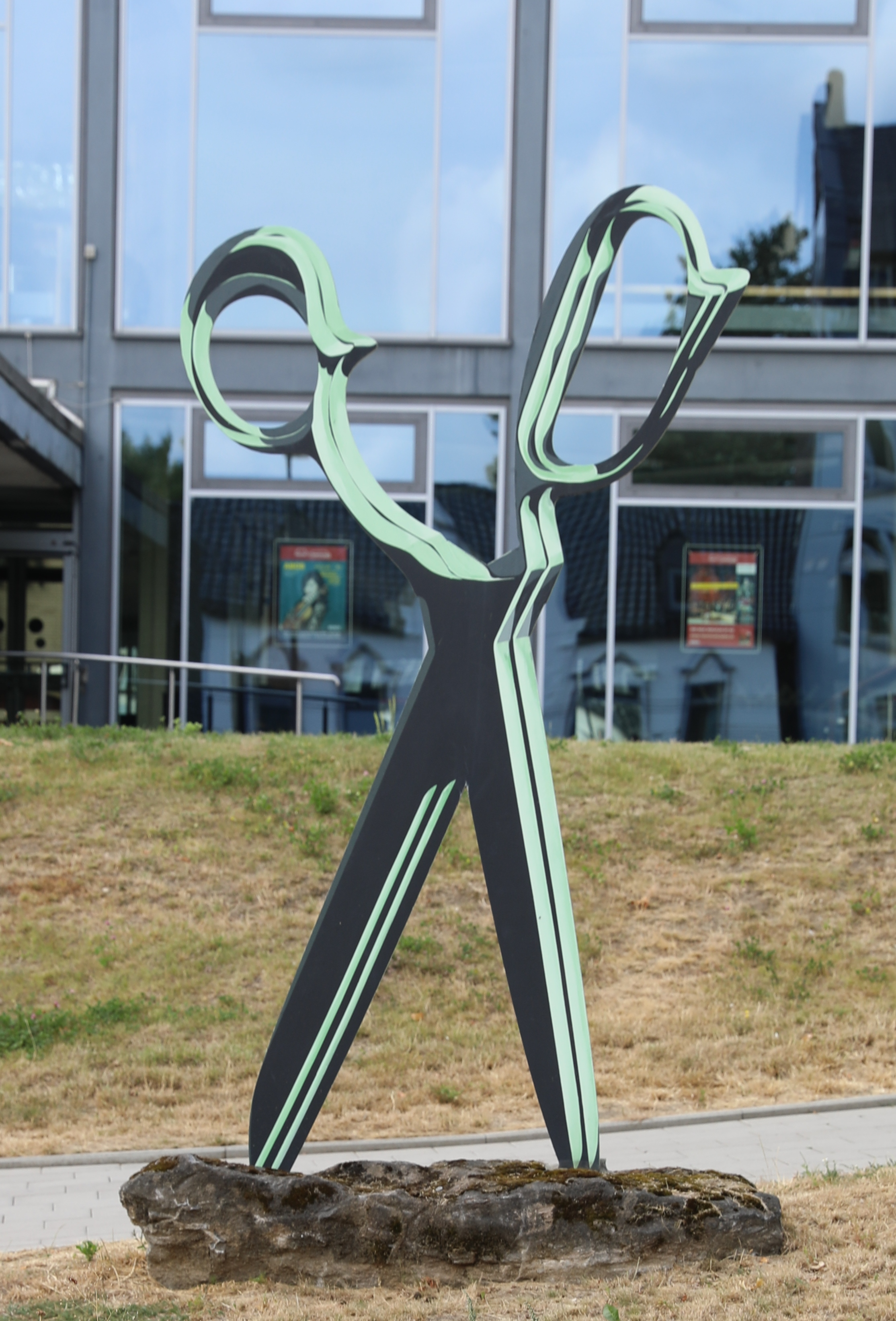
Die Schere (2006)
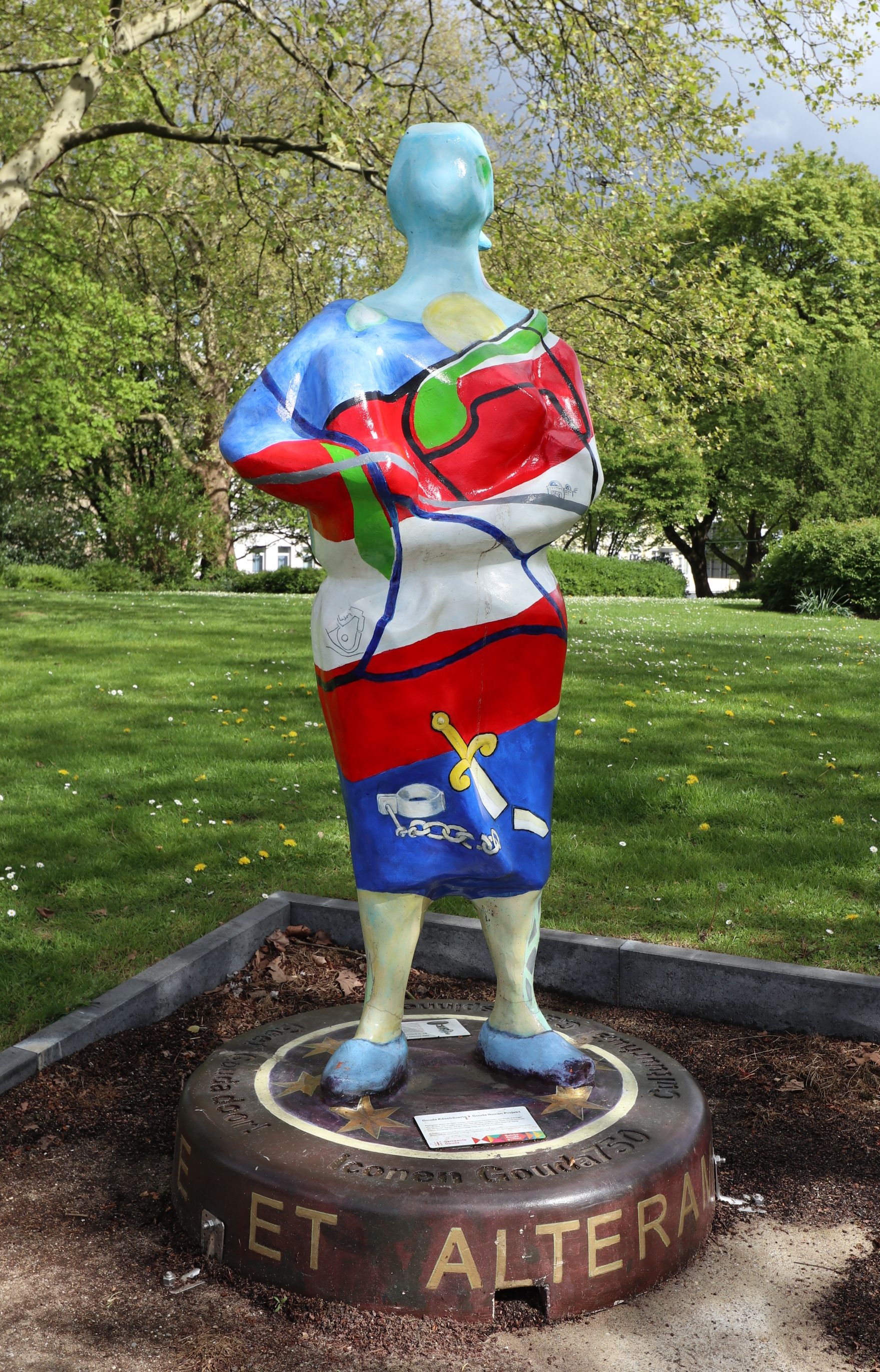
Käsebäuerin (2022)

Das Außengelände wurde zuletzt 2017/2018 neu gestaltet. Bereits seit 2006 befindet sich vor dem Haupteingang des Theater und Konzerthauses die Skulptur Die Schere von Stephan Haeger, die aus bemaltem Stahl besteht und einen Natursteinsockel hat.
Die 2022 von mehreren Ratsmitgliedern von Solingens Partnerstadt Gouda gestaltete Skulptur Käsebäuerin, wurde 2024 auf der Grünfläche des Theater und Konzerthauses zur Kronprinzenstraße aufgestellt.